# 김구철
김구철(1960년 8월 10일~)는 대한민국의 민생경제정책연구소장이다.

## 경력
- 1987년 KBS 15기 기자 입사
- KBS 사회부 기자
- KBS 정치부 기자
- KBS 국제부 기자
- KBS 보도국 편집부 기자
- KBS 경제부 기자
- KBS 보도본부 방송뉴스팀 기자
- KBS 대외정책팀 차장
- 한국디지털미디어산업협회 미디어사업국장
- 2004년 1월~2005년 12월: 한국기자협회 부회장
- 2010년 10월~2011년 4월: 중앙일보 방송보도본부 부국장
- 2011년 10월~2012년 4월: TV조선 보도본부 편집에디터
- 2012년 4월~2012년 12월: TV조선 선거방송기획단 단장
- 2013년 3월: 공주대학교 미디어학부 객원교수
- 경기대 교수
- 2015년 5월: 아리랑TV미디어 상임고문
- 민생경제정책연구소장
- 국가균형발전위원회 문화관광전문위원
- 2024년 12월 예정:신임 KBS 부사장